# Bianca Krahl
Bianca Krahl (* 1973) ist eine deutsche Schauspielerin, Synchronsprecherin, Synchronregisseurin und Dialogbuchautorin. Sie ist unter anderem die deutsche Stimme von Charlize Theron, Rachel Bilson, Emily Blunt, Amanda Warren, Traylor Howard und Mayim Bialik.

## Leben
Schon in jungen Jahren stand Bianca Krahl vor der Kamera. 1988 konnte man sie beispielsweise in der Fernsehserie Fest im Sattel an der Seite von Hans Clarin sehen. In manchen Nachbearbeitungen hatte sie sich selbst zu synchronisieren, aber auch andere Sprechrollen übernahm sie bereits während ihrer Schulzeit. Nach einiger Zeit favorisierte sie die Arbeit im Synchronbereich und lehnte weitere Rollenangebote in Fernsehsoaps ab.

## Hörspiele (Auswahl)
Schon als Jugendliche nahm sie an Hörspielproduktionen teil, 1984 hatte sie Nebenrollen in einigen Folgen von Benjamin Blümchen, 1986 war sie als „Kringel“ unter der Leitung von Ulli Herzog in Die Klexe tätig. Ein Jahr später sprach sie einige Rollen in diversen Europa-Hörspielen unter der Regie von Heikedine Körting, wie in Berni, Hardie und Co., Hanni und Nanni, Holle Honig und Moondreamers. Auch später hatte sie einige Gastauftritte in bekannten Kinderserien, beispielsweise in Bibi und Tina (1999) und in Wendy (2002), ab 2003 übernahm sie wieder eine Hauptrolle in Elea Eluanda.
Im selben Jahr etablierte sie sich auch in anderen Genres des Hörspielmarktes, als sie in der Mystery-Reihe Gabriel Burns die Rolle der Joyce Kramer antrat, die sie seither an der Seite von bekannten Kollegen wie Bernd Vollbrecht, Björn Schalla und Jürgen Kluckert spricht. Nach eigener Aussage schätzt sie an der Hörspielarbeit vor allem die Möglichkeit, Figuren selbst kreieren und eigene persönliche Akzente setzen zu können. Außerdem hatte sie Gastauftritte in Point Whitmark (2005 und 2009) und 2007 in Psycho-Cop und Geisterjäger John Sinclair.
2015 wirkte sie u. a. neben David Nathan, Konrad Bösherz und Manja Doering an der Hörspielserie Monster 1983 mit (als Mrs Perry).

## Synchronisation

### Filme
Schon als Elfjährige war sie 1984 als „junge Deborah Gelly“ im Gangster-Epos Es war einmal in Amerika in deutschen Kinosälen zu hören. Hauptrollen übernahm sie bereits ab 1990, so synchronisierte sie Staci Keanan als vierzehnjährige „Lisa“ im Psychothriller Stimme des Todes, Reese Witherspoon als „Nonnie Parker“ im Abenteuerfilm Die Spur des Windes (1993), Melanie Lynskey im Drama Heavenly Creatures (1994) und Angelina Jolie in Hackers – Im Netz des FBI (1995).
Auch im komödiantischen Genre wurde sie sehr oft eingesetzt, so konnte man Bianca Krahl unter anderem 1995 für Alicia Silverstone in der Teenager-Komödie Clueless – Was sonst! hören, 1997 für Natalie Portman in der Science-Fiction-Persiflage Mars Attacks!, 2000 erneut für Angelina Jolie in Turbulenzen – und andere Katastrophen und für Renée Zellweger in der Gangsterkomödie Ich, beide & sie.
Außerdem sprach sie 2005 Emily Mortimer in Woody Allens Melodram-Thriller Match Point, 2006 Anne Hathaway im preisgekrönten Drama Brokeback Mountain, 2007 Vinessa Shaw im Westernepos Todeszug nach Yuma und Leslie Mann in der Komödie Beim ersten Mal, 2008 Rachel Bilson im Science-Fiction-Thriller Jumper, 2009 Kate Hudson in der Zickenkrieg-Komödie Bride Wars und 2010 Amanda Peet in der Gesellschaftssatire Please Give. 2012 war sie in der Rolle der Kate Conway in Weihnachten mit Holly zu hören.
Als sie 1995 Christine Taylor in ihrer ersten Komödienrolle in Die Brady Family sprach, bedeutete dies für Krahl eine Zuordnung als Feststimme. Mit der Vertonung des „Supermodels“ in Woody Allens Komödie Celebrity (1998) wurde sie anschließend vorrangig für Charlize Theron besetzt. In Scary Movie (2000) und den drei Fortsetzungen war sie als „Brenda Meeks“ zu hören und seither auch die Standardstimme für Regina Hall. Die spanische Schauspielerin Penélope Cruz sprach sie erstmals 2001 in der Literaturverfilmung Corellis Mandoline mit Nicolas Cage und wird seither abwechselnd mit Claudia Lössl für sie eingesetzt. Seit der Erfolgskomödie Der Teufel trägt Prada von 2006 leiht sie fast durchgängig der Schauspielerin Emily Blunt ihre Stimme und seit der Komödie Jungfrau (40), männlich, sucht… (2005) übernahm sie mehrfach Leslie Mann. Außerdem sprach sie die Rolle Lando Calrissians Droiden L3-37 (gespielt von Pheobe Waller-Bridge) in Solo: A Star Wars Story und 2019 in Christmas at the Plaza – Verliebt in New York für Emilea Wilson.

### Fernsehserien
In ihrer ersten Serienhauptrolle war sie als Blossom, die von Mayim Bialik gespielt wurde, in der gleichnamigen Sitcom von 1994 bis 1995 zu hören. In den Staffeln 4–9 bei „Alle unter einem Dach“ war sie die deutsche Stimme von Myra Monkhouse.
In der finalen Staffel der Science-Fiction-Serie Star Trek: Deep Space Nine sprach sie 1999 Ezri Dax, verkörpert von Nicole de Boer und in der 5. bis 6. Staffel von Emergency Room – Die Notaufnahme die Medizinstudentin Lucy Knight. Danach wurden ihr erneut komödiantische Hauptrollen angeboten. Von 2000 bis 2002 sprach sie in der US-Sitcom Ein Trio zum Anbeißen mit Ryan Reynolds den weiblichen Part des Trios, Sharon Carter. 
In der amerikanischen Serie Six Feet Under – Gestorben wird immer war sie von 2003 bis 2006 als Schwiegertochter Brenda Chenowith zu hören und 2005 bis 2009 in der britischen Sitcom My Family als Abi Harper. Mit der Rolle der Summer Roberts in der Jugendserie O.C., California (2004–2008) wurde sie für Rachel Bilson eingesetzt. Von der 23. Folge der 3. Staffel bis zur 24. Folge der 12. Staffel der Sitcom The Big Bang Theory lieh sie erneut Mayim Bialik ihre Stimme, die in der Serie die Rolle der Neurobiologin Amy Farrah Fowler spielt.
Auch aus US-Krimiserien ist sie den deutschen Zuschauern bekannt, in Medical Investigation (2004–2005) als Dr. Natalie Durant, als Feuerwehrfrau Alex Taylor auf der Wache Third Watch – Einsatz am Limit (2004–2006), als Monks Assistentin Natalie Teeger (2005–2009), als Detective Megan Wheeler in Criminal Intent (2006–2009), als Administratorin Regina „Gina“ Linetti in Brooklyn Nine-Nine (2013–2018), als Delinda Deline, die Tochter des Hotelsicherheitschef, in Las Vegas (2006–2009) und als Analysespezialistin Alden Tuller in Justice – Nicht schuldig (2007–2008). In der Dramedy Lipstick Jungle (2009–2010) lieh sie Lindsay Price als ehrgeizige Modedesignerin Victory Ford ihre Stimme. In der Serie Hart of Dixie synchronisierte sie erneut Rachel Bilson, diesmal in der Rolle der Chirurgin Dr. Zoe Hart.

### Trickfilme
Bereits mit dreizehn Jahren sprach sie 1986 die Schwester von Feivel, der Mauswanderer im gleichnamigen Zeichentrickfilm. 1991 wurde Akira als erster Anime in den deutschen Kinosälen gezeigt, worin Krahl die weibliche Hauptrolle „Kei“ übernahm. Als 1992 die US-Zeichentrickserie Die Sechs-Millionen-Dollar-Familie, in der jedes Familienmitglied über bionische Kräfte verfügt, auf RTL Plus ausgestrahlt wurde, war sie als älteste Tochter „Meg Bennet“ zu hören.
Erst knapp zehn Jahre später verlieh sie wieder Zeichentrickfiguren ihre Stimme, 2001 der intergalaktischen Zeitdiebin „Petra Fina“ in Flint Hammerhead, 2002 Nebenrollen in den Animes Detektiv Conan und Dr. Slump, 2003 dem Mädchen „Kaine Ariyoshi“, welche Mutter Erde in Arjuna mit ihren neuen Superkräften verteidigt, von 2005 bis 2006 das Hundemädchen „Brandy Harrington“ in der Disney Zeichentrickserie Brandy & Mr. Whiskers, 2007 die Internatsschülerin „Ku Fei“ im Anime Negima! und dessen Fortsetzung Negima!?, die erstmals im Satellitenfernsehsender Animax in deutscher Fassung gezeigt wurden. 2010 sprach sie in der Computeranimation Barbie und das Geheimnis von Oceana die böse Tante Eris und in der Neuverfilmung des Kinderbuchklassikers Konferenz der Tiere die „Giraffe Gisela“.

### Videospiele
Auch in Videospielen ist Krahl zu hören, wie im PlayStation-2-Spiel Kingdom Hearts 2 (2006) als „Paine“, im Adventure-PC-Game Jack Keane (2007) als „Amanda“, im Computer-Rollenspiel Dragon Age 2 (2011) als Piratin „Isabela“ und als Piratin „Xenia“ in Assassin’s Creed Odyssey.

## Dialogbuch und -regie
Außerdem arbeitet sie als Synchronregisseurin und schrieb für einige Produktionen das Dialogbuch. So zeichnet sie sich für deutsche Fassung von den Teenager-Komödien Cinderella Story (2004) und Sky High – Diese Highschool hebt ab! (2005), sowie dem Horrorfilm Verflucht (2005) verantwortlich, des Weiteren waren die deutschen Sprachaufnahmen der Serien My Spy Family (2007–2010), Harper’s Island (2009) und Lipstick Jungle (2009–2010) von ihr getextet und geleitet worden, sowie Being Erica – Alles auf Anfang (2009–2010) in Kooperation mit Gerrit Schmidt-Foß.
Regieanweisungen bei Serien erteilte sie erstmals 2003 bis 2004 während der Synchronisationsarbeiten von Der Sleepover Club. Zusammen mit ihrem Kollegen Kim Hasper übernahm sie 2007 die Dialogregie für die US-Erfolgsserie One Tree Hill. Für die Sprachaufnahmen der siebten und achten Staffel (2010–2011) über nahm sie die Leitung. Weiterhin führte sie Regie bei den Serien Rita Rockt (2008–2009) zusammen mit Heike Kospach und bei der ersten Staffel von Blue Mountain State (2010), außerdem bei den Filmen Death Proof – Todsicher (2007), Das Jahr des Hundes (2007), Triple Dog (2009) und Die etwas anderen Cops (2010).